# قارچ پرشاخه
قارچ پرشاخه (نام علمی: Ramaria) نام یک سرده از زیررده قارچ‌های گندو است.